# Malik Beasley
Malik JonMikal Beasley (Atlanta, 26 novembre 1996) è un cestista statunitense, di ruolo guardia, professionista nella NBA con i Detroit Pistons.

## Carriera

### NBA

#### Denver Nuggets (2016-2020)
Si rese eleggibile per il Draft NBA 2016, che si svolse al Barclays Center di Brooklyn il 23 giugno, durante il quale venne scelto con la diciannovesima scelta assoluta dai Denver Nuggets.
Il 12 novembre 2016 segnò 12 punti nella partita che i Nuggets persero per 125-101 contro i Golden State Warriors.
Durante la sua stagione da rookie non trovò molto spazio nelle rotazioni di coach Michael Malone in quanto nel suo ruolo erano presenti Gary Harris, Will Barton e Jamal Murray. Giocò solamente 22 partite in stagione, di cui solo 1 da titolare; in quella gara (che fu l'ultima della stagione della franchigia del Colorado) Beasley segnò 17 punti in 40 minuti di impiego nella vittoria contro gli Oklahoma City Thunder per 111-105. Tuttavia la vittoria si rivelò inutile ai fini della classifica in quanto Denver era ormai nona e fuori dai playoffs e curiosamente furono proprio i Thunder, pochi giorni prima, a estromettere definitivamente Denver dai play-off per via di un incredibile tiro da tre della loro stella Russell Westbrook (che in quella partita realizzò pure la sua 42ª tripla doppia stabilendo così il record storico). Venne assegnato spesso in D-League ai Sioux Falls Skyforce durante la stagione con cui giocò 16 partite, mettendo a segno in totale 302 punti con una media di 18,8 punti a partita.

## Statistiche

### NCAA
| Anno      | Squadra             | PG | PT | MP   | TC%  | 3P%  | TL%  | RP  | AP  | PRP | SP  | PP   |
| --------- | ------------------- | -- | -- | ---- | ---- | ---- | ---- | --- | --- | --- | --- | ---- |
| 2015-2016 | Fl. State Seminoles | 34 | 33 | 29,8 | 47,1 | 38,7 | 81,3 | 5,3 | 1,5 | 0,9 | 0,2 | 15,6 |
| Carriera  | Carriera            | 34 | 33 | 29,8 | 47,1 | 38,7 | 81,3 | 5,3 | 1,5 | 0,9 | 0,2 | 15,6 |

#### Massimi in carriera
- Massimo di punti: 25 vs Hofstra (20 novembre 2015)[10]
- Massimo di rimbalzi: 10 (2 volte)
- Massimo di assist: 3 (6 volte)
- Massimo di palle rubate: 3 (3 volte)
- Massimo di stoppate: 2 vs Davidson (15 marzo 2016)
- Massimo di minuti giocati: 37 vs Boston (26 gennaio 2016)

### NBA

#### Regular Season
| Anno      | Squadra            | PG  | PT  | MP   | TC%  | 3P%  | TL%  | RP  | AP  | PRP | SP  | PP   |
| --------- | ------------------ | --- | --- | ---- | ---- | ---- | ---- | --- | --- | --- | --- | ---- |
| 2016-2017 | Denver Nuggets     | 22  | 1   | 7,2  | 45,2 | 32,1 | 80,0 | 0,7 | 0,5 | 0,3 | 0,0 | 3,6  |
| 2017-2018 | Denver Nuggets     | 62  | 0   | 9,4  | 41,0 | 34,1 | 66,7 | 1,1 | 0,5 | 0,2 | 0,1 | 3,2  |
| 2018-2019 | Denver Nuggets     | 81  | 18  | 23,2 | 47,4 | 40,2 | 84,8 | 2,5 | 1,2 | 0,7 | 0,1 | 11,3 |
| 2019-2020 | Denver Nuggets     | 41  | 0   | 18,2 | 38,9 | 36,0 | 86,8 | 1,9 | 1,2 | 0,8 | 0,1 | 7,9  |
| 2019-2020 | Minnesota T'wolves | 14  | 14  | 33,1 | 47,2 | 42,6 | 75,0 | 5,1 | 1,9 | 0,6 | 0,1 | 20,7 |
| 2020-2021 | Minnesota T'wolves | 37  | 36  | 32,8 | 44,0 | 39,9 | 85,0 | 4,4 | 2,4 | 0,8 | 0,2 | 19,6 |
| 2021-2022 | Minnesota T'wolves | 79  | 18  | 25,0 | 39,1 | 37,7 | 81,7 | 2,9 | 1,5 | 0,5 | 0,2 | 12,1 |
| 2022-2023 | Utah Jazz          | 55  | 13  | 26,8 | 39,6 | 35,9 | 84,1 | 3,6 | 1,7 | 0,8 | 0,1 | 13,4 |
| 2022-2023 | L.A. Lakers        | 26  | 14  | 23,9 | 39,2 | 35,3 | 61,9 | 3,3 | 1,2 | 0,8 | 0,0 | 11,1 |
| 2023-2024 | Milwaukee Bucks    | 79  | 77  | 29,6 | 44,3 | 41,3 | 71,4 | 3,7 | 1,4 | 0,7 | 0,1 | 11,3 |
| 2024-2025 | Detroit Pistons    | 82  | 18  | 27,8 | 43,0 | 41,6 | 67,9 | 2,6 | 1,7 | 0,9 | 0,1 | 16,3 |
| Carriera  | Carriera           | 578 | 209 | 23,8 | 42,6 | 39,1 | 76,9 | 2,8 | 1,4 | 0,7 | 0,1 | 11,7 |

#### Play-off
| Anno     | Squadra            | PG | PT | MP   | TC%  | 3P%  | TL%  | RP  | AP  | PRP | SP  | PP   |
| -------- | ------------------ | -- | -- | ---- | ---- | ---- | ---- | --- | --- | --- | --- | ---- |
| 2019     | Denver Nuggets     | 14 | 0  | 20,1 | 38,7 | 40,4 | 71,0 | 3,4 | 1,0 | 0,2 | 0,1 | 8,1  |
| 2022     | Minnesota T'wolves | 6  | 0  | 19,8 | 43,2 | 32,0 | 83,3 | 3,3 | 0,7 | 0,3 | 0,2 | 8,5  |
| 2023     | L.A. Lakers        | 11 | 0  | 8,3  | 29,4 | 26,9 | 100  | 0,7 | 0,2 | 0,1 | 0,0 | 3,0  |
| 2024     | Milwaukee Bucks    | 6  | 2  | 21,8 | 51,2 | 44,0 | -    | 2,5 | 0,7 | 0,7 | 0,0 | 8,8  |
| 2025     | Detroit Pistons    | 6  | 0  | 27,2 | 37,3 | 33,9 | 100  | 2,5 | 1,2 | 0,5 | 0,2 | 14,0 |
| Carriera | Carriera           | 43 | 2  | 18,3 | 39,7 | 35,7 | 80,4 | 2,5 | 0,7 | 0,3 | 0,1 | 7,8  |

#### Massimi in carriera
- Massimo di punti: 35 vs Houston Rockets (1º febbraio 2019)[11]
- Massimo di rimbalzi: 11 vs Detroit Pistons (23 novembre 2022)
- Massimo di assist: 6 (2 volte)
- Massimo di palle rubate: 5 (2 volte)
- Massimo di stoppate: 2 (3 volte)
- Massimo di minuti giocati: 43 vs Utah Jazz (23 dicembre 2021)

### G League
| Anno      | Squadra           | PG | PT | MP   | TC%  | 3P%  | TL%  | RP  | AP  | PRP | SP  | PP   |
| --------- | ----------------- | -- | -- | ---- | ---- | ---- | ---- | --- | --- | --- | --- | ---- |
| 2016-2017 | S. Falls Skyforce | 16 | 12 | 31,1 | 45,8 | 37,0 | 88,9 | 7,6 | 2,6 | 1,1 | 0,1 | 18,9 |
| Carriera  | Carriera          | 16 | 12 | 31,1 | 45,8 | 37,0 | 88,9 | 7,6 | 2,6 | 1,1 | 0,1 | 18,9 |